# (31388) 1998 YL2
1998 واي أل 2 (ويعرف أيضًا باسم (31388) 1998 واي أل 2 وفق تسمية الكوكب الصغير) (بالإنجليزية: 1998 YL2)‏ هو كويكب ضمن حزام الكويكبات؛ وترتيبه 31388 من حيث الاكتشاف.
اكتُشف هذا الجُرم الفلكي بواسطة OCA–DLR Asteroid Survey ‏ في 17 ديسمبر 1998.

## وصلات خارجية
- (31388) 1998 YL2 في قاعدة بيانات مختبر الدفع النفاث لأجرام النظام الشمسي الصغيرة

- الاكتشاف · مخطط المدار ·  العناصر المدارية · المعلمات المادية

- (31388) 1998 YL2 على موقع ويكي سكاي: DSS2, SDSS, GALEX, IRAS, Hydrogen α, X-Ray, Astrophoto, Sky Map, Articles and images